# Крайстчерч (Дорсет)
Крайстчерч (англ. Christchurch) — боро і місто на південному березі Англії. На заході місто прилягає до Борнмута, а на сході до національного парку Нью-Форест. 

## Історія
Незважаючи на те, що місто належить до історичного графства Гемпшир, в 1974 році, на підставі Закону про місцеве самоврядування 1972 року, Крайстчерч став частиною адміністративного графства Дорсет. Займає площу в 51 квадратний кілометр та має населення 54 210 осіб (2011).

Крайстчерч заснували в VII столітті на злитті річок Ейвон і Стауер, що впадають до Крайстчерчської затоки. Спочатку місто носило назву Твінгем, але стало знаним як Крайстчерч після побудови тут у 1094 році монастиру. Місто стало важливим торговим портом та було укріплене в IX столітті. У XII столітті було споруджено замок та додаткові захисні споруди. Замок було зруйновано круглоголовими під час Англійської громадянської війни. Протягом XVIII й XIX століття в місті процвітала контрабанда. Під час Другої світової війни місто було добре укріплене через очікуване вторгнення. У 1940 році на льотному полі міста було споруджено авіабудівний завод Airspeed, що виготовляв літаки для Королівських повітряних сил.

## Економіка
У Крайстчерчі знаходиться низка підприємств різних секторів промисловості: BAE Systems (оборонна промисловість та інформаційна безпека), Albany Motor Carriage Company (автомобілебудування), Airspeed Ltd. (авіабудування), Channel Express (авіаперевезення), Reid Steel (сталеварна промисловість) та інші.

## Культура
Щороку, починаючи з 2000, у травні в місті проводиться фестиваль їжі та вина. На великому ринку продають продукти харчування та напої, а також на Саксонській площі зводять великий шатер із кухнею. Тут проводять кулінарні демонстрації, іноді приїжджають відомі шеф-кухарі: серед минулих гостей були Гері Роудс та Жан-Крістоф Новеллі.
У перші вихідні липня проходить щорічний музичний фестиваль. Спочатку це був фольклорний фестиваль, але згодом він розширив рамки: тут демонстрували сальсу та танець живота, виконували рок і соул. Формат фестивалю змінюється щороку, але зазвичай проходить на міській набережній та навколо неї, де на великому шатрі розміщена головна сцена. У місцевих барах часто виступають менші гурти, а в центрі міста проводяться танці та виставки.
Ще однією щорічною подією є регата, яка проводиться щороку з 1909 року. Проходить на другому тижні серпня і включає змагання з веслування на річці Стауер і пересувний ярмарок, розташований на сусідній міській набережній. На вихідних відбувається карнавальна процесія та великий феєрверк. 

## Визначні пам'ятки
- Особняк мера (1745). Був побудований як ринок в дальньому кінці Хай-стріт, але був перенесений на теперішнє місце в 1849 році. Він був огороджений і розширений, використовувався як ратуша, поки в середині 1970-х там не облаштували державні офіси.
- Готелі Ye Olde George Inne і Ship Inn (1688)
- Міський міст (XV століття). Кам’яний міст, що складається з двох частин, розділених вузькою смугою землі. Східна частина перетинає вужчу з двох рукавів річки Ейвон, які проходять через місто, і має п'ять низьких круглих арок.
- Міст Ватерлоо (1816-1817). Побудований у середньовічних традиціях з обробленого портлендського каменю, його дизайн включає в себе п’ять широких сегментних арок, круглі опори та закриті прорізи. На північній стороні мосту сучасний сталевий пішохідний міст підведений до старішої конструкції.
- Руїни замку Крайстчерч (бл. 1130)
- Пріорат Крайстчерч (колишній монастир, XIV століття). Це найдовша парафіяльна церква в Англії з нефом довжиною понад 311 футів (95 метрів).
- Замок Хайкліфф (1830-ті)